# Yad Ben Tseví
El Yad Ben Tseví (hebreu: יד יצחק בן-צבי‎), dit igualment Institut Ben Tseví, és un institut de recerca i editorial amb seu a Jerusalem que porta el nom de Yitshaq ben Tseví, president d'Israel des del 1952 fins al 1963.

## Història i activitats
El Yad Ben Tseví és un institut de recerca fundat per continuar les activitats culturals, educatives i sionistes de Yitshaq ben Tseví, el segon president d'Israel i el que ocupà el càrrec durant més temps. Es troba a l'antiga casa i despatx de Ben Tseví i la seva muller, Rahel Yanait, al barri jerosolimità de Rehavià.

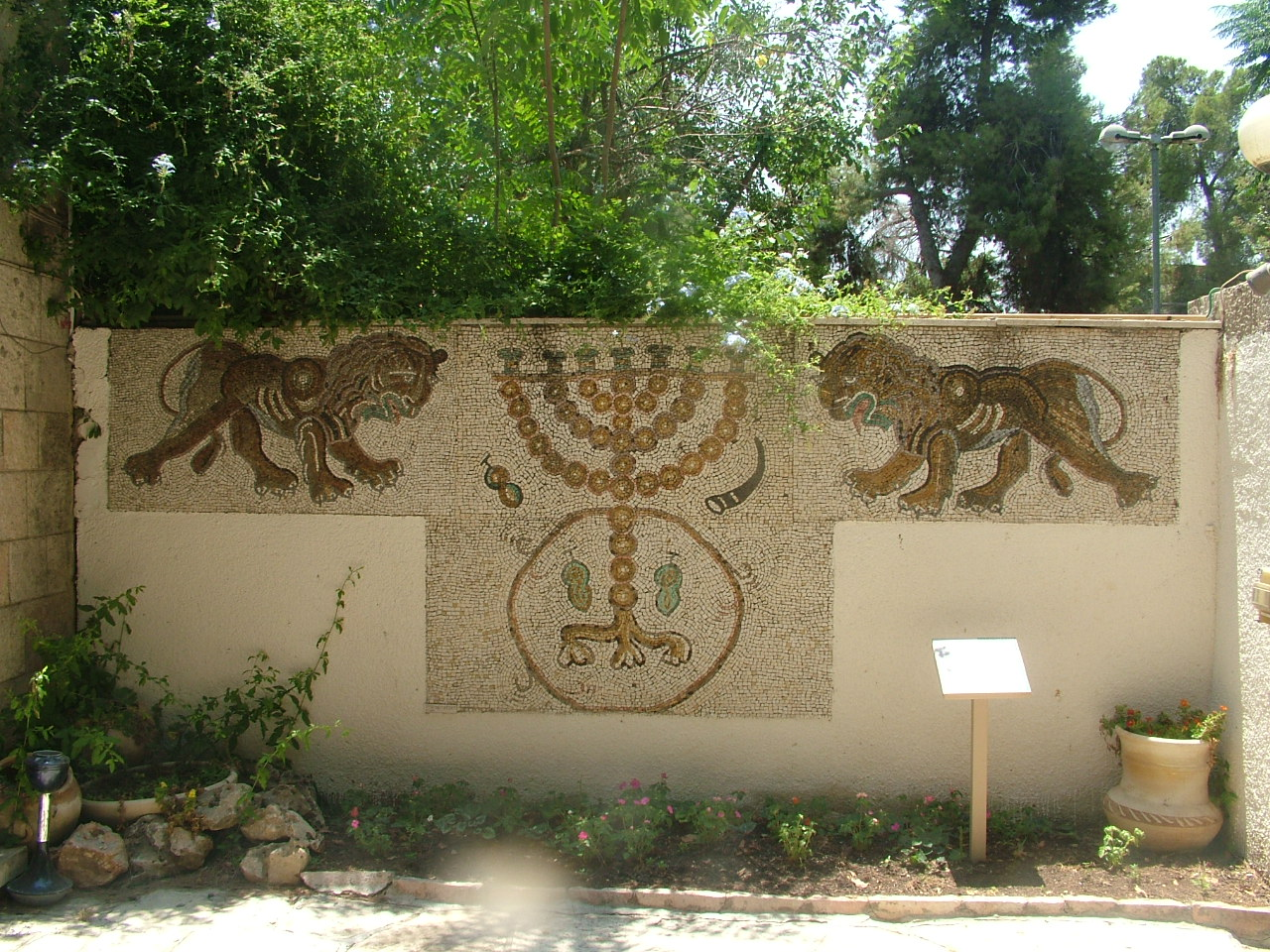
Mosaic del paviment d'una sinagoga de l'època romana d'Orient: lleons de Judà, menorà, xofar i etrogs. Exposat al Yad ben Tseví.

Ben Tseví fundà l'institut el 1947 per explorar la història i la cultura dels mizrahim, és a dir, les comunitats jueves dels estats àrabs. Conserva una biblioteca de manuscrits, llibres rars i un arxiu fotogràfic. A més a més, administra una editorial acadèmica.

### Educació
El Yad ben Tseví organitza cursos, seminaris, conferències i visites especials a Jerusalem.
El 2012, obrí una nova escola internacional d'estudis jerosolimitans en un edifici històric reformat que anteriorment es coneixia com a Casa de les Dones Pioneres.

### Publicacions
L'editorial de l'institut publica estudis individuals i tres revistes acadèmiques (en hebreu):
- Cessada: Sefunot, publicada anualment des del 1956 fins al 2017, amb articles sobre les comunitats jueves d'Orient, des del crepuscle de l'edat mitjana fins a l'actualitat.[1]
- Pe'amim: Studies in Oriental Jewry (or "Studies on Jewish Heritage in the East")[2][3] Publicat trimestralment des del 1978, tracta de la història, les cultures i el folklore de les comunitats jueves de la regió MENA (nord d'Àfrica i Orient Mitjà).[3]
- Cathedra: For the History of Eretz Israel and Its Yishuv (hebreu:  קתדרה: לתולדות ארץ ישראל ), dit igualment Cathedra: Quarterly for the History of Eretz Israel, publicat des del 1976.
- Et-mol,[2] títol complet: Et-Mol: Iton Letoldot Eretz Yisrael Ve'am Yisrael, '"Et-Mol: Revista sobre la història de la Terra d'Israel i el sentiment nacional jueu.